# Hesperoxiphion herrerae
Hesperoxiphion herrerae là một loài thực vật có hoa trong họ Diên vĩ. Loài này được (Diels ex R.C.Foster) Ravenna miêu tả khoa học đầu tiên năm 1977.